# Baroville
Baroville település Franciaországban, Aube megyében. Lakosainak száma 268 fő (2022. január 1.). Baroville Arconville, Bayel, Couvignon, Fontaine, Urville és Ville-sous-la-Ferté községekkel határos.

## Népesség
A település népessége az elmúlt években az alábbi módon változott:
| Lakosok száma | 367  | 350  | 329  | 345  | 336  | 320  | 306  | 305  | 301  | 268  |
|               | 1968 | 1982 | 1999 | 2006 | 2011 | 2015 | 2017 | 2018 | 2020 | 2022 |